# Carrie Perrodo
Ka Yee „Carrie“ Wong Perrodo (chinesisch: 黃嘉 兒; * 1951 in Hongkong), auch bekannt als Carrie Perrodo, ist eine französische Milliardärin und Geschäftsfrau. Sie ist Inhaberin des Ölkonzerns Perenco, der von ihrem verstorbenen Ehemann Hubert gegründet wurde. Forbes schätzte ihr Vermögen 2019 auf ca. 6 Milliarden US-Dollar.

## Karriere
Ka Yee „Carrie“ Wong wurde in Hongkong geboren und zog nach Singapur, um eine Karriere als Model zu verfolgen. Später gründete sie dort eine Modelagentur Carrie’s Models, die sie später verkaufte. Die Agentur ist heute immer noch in Singapur aktiv.

## Persönliches
Sie war verheiratet mit dem französischen Geschäftsmann Hubert Perrodo (1944–2006), dem Gründer und alleinigen Eigentümer des anglo-französischen Öl- und Gasunternehmens Perenco. Sie hatten gemeinsam drei Kinder, François Hubert Marie Perrodo (* 14. Februar 1977), Vorsitzender von Perenco und Rennfahrer, Nathalie Perrodo-Samani (* 1980) und Bertrand Nicolas Hubert Perrodo (* 1984).
Sie lebt derzeit in London (England).